# Barvanje po Pappenheimu
Barvanje po Pappenheimu je histološka metoda, s katero prikažemo celice v krvnem razmazu.

## Uporaba
Uporabljamo ga za diferenciacijo bele krvne slike. Uporablja se barvilo po May-Grunwaldu, ki je mešanica eozina in metilenskega modrila v etanolu. 
Pri mikroskopiranju vidimo celična jedra, ki so obarvana vijoličasto. Citoplazma je rožnata do modra. Nevtrofilne granulacije prepoznamo po sivovijoličasti barvi, eozinofilno po značilno oranžno-rdeči barvi, bazofilne granulacije pa so temnovijoličaste.

## Vir
- Gradivo za vaje